# Людек Мацела
Людек Мацела (чеськ. Luděk Macela; 3 жовтня 1950, Чорноліці, Чехословаччина — 16 червня 2016, Прага, Чехія) — чехословацький футболіст, правий захисник, чемпіон літніх Олімпійських ігор у Москві (1980).

## Клубна кар'єра
У юнацькі роки грав за ФК «Чорнолице» та «Татран» (Вшенорі). У 16 років він переїхав до столиці, щоб виступати за празьку Дуклу. Проте в основі на позиції правого захисника почав грати лише у сезоні 1972/73. У складі клубу ставав триразовим чемпіоном ЧССР (1977, 1979 та 1982), 1981 р. — переможцем Кубка Чехословаччини. У 267 матчах, проведених за «Дуклу», забив 12 голів. У Кубку європейських чемпіонів він зіграв у 6 матчах, у Кубку володарів Кубків — у 4 іграх та у Кубку УЄФА — у 12 матчах і забив 2 голи
З 1982 по 1985 р. виступав у складі західнонімецького клубу Дармштадт 98, після чого завершив ігрову кар'єру.

## Виступи за збірні
Дебютував у складі олімпійської збірної 1978 р. На літніх Олімпійських іграх у Москві (1980) був капітаном збірної ЧССР, яка завоювала золоті медалі. Свій перший матч у складі національної збірної зіграв 15 жовтня 1980 року, коли Чехословаччина поступилася Аргентині з рахунком 0:1. Провів за збірну 8 матчів.

## Тренерська кар'єра
У 1997—2001 pp. обіймав посаду генерального секретаря Чеської футбольної асоціації, а також працював суддею. Згодом очолив навчальний центр празької «Спарти», 2006 р. був головою Комітету рефері Чеської футбольної асоціації.
З 2003 до 2006 р. був головним тренером ФК «Чорнолице».

## Титули і досягнення
- Олімпійський чемпіон 1980
- Чемпіон Чехословаччини: «Дукла» 1977, 1979, 1982
- Володар Кубка Чехословаччини: «Дукла» 1981